# Kongeriget Hijaz
Kongeriget Hijaz (arabisk: مملكة الحجاز, Mamlakat al-Ḥijāz) var en stat i regionen Hijaz i det nuværende Saudi-Arabien, som eksisterede 1916-1932. Riget styredes først af den hashimitiske slægt og erobredes senere af ibn Saud.
Selvstændighed fra det sammenbrudte Osmanniske rige opnåedes i 1916, under 1. verdenskrig som følge af den af briterne støttede arabiske opstand. Sharif Hussein ibn Ali, som allerede var den regionale hersker i området omkring Mekka, gjorde oprør mod tyrkerne og udråbte sig til konge, hvilket efterfølgende anerkendtes ved freden i Sèvres i 1920 mellem Tyrkiet og sejrherrerne i 1. verdenskrig.
Efter en krig i 1925 mod nabolandet Sultanatet Nejd, som blev regeret af ibn Saud, faldt riget i fjendens hænder, den hashimitiske konge blev fordrevet, og ibn Saud skabte en union mellem Hijaz og Nejd, hvor han fra 1927 var konge i begge lande. I 1932 fusioneredes de to stater til Saudi-Arabien, hvorved kongeriget Hijaz formelt ophørte at eksistere. En mindre del af landet indlemmedes dog i Transjordan (senere Jordan).

## Konger af Hijaz

### Hashimitiske slægt
- Hussein bin Ali 1916–1924
- Ali bin Hussein 1924–1925

### Saudiske slægt
- ibn Saud 1926–1932